# Mychael Danna
Mychael Danna (20 de setembre de 1958, Winnipeg, Canadà) és un compositor de cinema canadenc.

## Biografia
Danna va néixer a Winnipeg, Manitoba, però la seva família es va mudar a Burlington, Ontario, quan tenia quatre setmanes. Va fer música per a pel·lícules des del seu debut el 1987 amb la banda sonora de Family Viewing de Atom Egoyan, una partitura que va fer possible que Danna obtingués la primera nominació de les tretze als premis Genie, que ha guanyat cinc vegades (Achievement in Music - Original Score).
Va estudiar composició a la Universitat de Toronto, guanyant la beca de composició Glenn Gould el 1985. Danna també amplia els seus coneixements durant cinc anys com a compositor resident al McLaughlin Planetarium a Toronto (1987-1992).
Va començar la seva carrera de compositor de cinema l'any 1987 amb la pel·lícula d'Atom Egoyan Family Viewing, amb el resultat de la seva primera nominació de tretze als Premi Genie (el més reconegut del Canadà), el qual ha acabat guanyant cinc vegades.
Danna és reconegut com un dels pioners en combinar fonts sòlides no occidentals amb el minimalisme orquestral i electrònic al món de música de cinema. Aquesta reputació l'ha portat a treballar amb directors tan aclamats com Atom Egoyan, Deepa Mehta, Terry Gilliam, Scott Hicks, Ang Lee, Gillies MacKinnon, James Mangold, Mira Nair, Billy Ray, Joel Schumacher, i Denzel Washington.
En els darrers anys li ha arribat la fama amb pel·lícules taquilleres de Hollywood, sobretot a partir de l'any 2000 que componia la banda sonora d'Una cosa per explicar (Bounce). Va compondre la música per la pel·lícula guanyadora de 3 Oscars Petita Miss Sunshine.
El juny de 2014, Danna va ser guardonada amb un doctorat honorífic per la Universitat de Toronto, pels seus èxits professionals en el camp de la música.
Mychael Danna és el germà gran del també compositor Jeff Danna. L'esposa de Danna, Aparna, és d'origen indi; la parella té dos fills.

## Filmografia
- Caribe (1987)
- Family Viewing (1987)
- Murder One (1988)
- Blood Relations (1988)
- Still Life: The Fine Art of Murder (1988)
- Speaking Parts (1989)
- Road to Avonlea (1989 TV)
- One Man Out (1989)
- Cold Comfort (1989)
- Without Work: Not by Choice (1989 curt)
- Termini Station (1989)
- The Adjuster (1991)
- Johann's Gift to Christmas (1991 TV curt)
- Montréal vu par... (1991) - (segment "En passant")
- The Big Slice (1991)
- Hush Little Baby (1993 TV)
- Gross Misconduct (1993 TV)
- Ordinary Magic (1993)
- Exotica (1994)
- The Darling Family (1994)
- Narmada: A Valley Rises (1994 documental)
- Johnny Mnemonic (1995)
- Dance Me Outside (1995)
- Dangerous Offender: The Marlene Moore Story (1996 TV)
- Kama Sutra: A Tale of Love (1996)
- Lilies (1996)
- Behind the Lines (1997)
- The Sweet Hereafter (1997)
- The Ice Storm (1997)
- At the End of the Day: The Sue Rodriguez Story (1998)
- Girl, Interrupted (1999)
- Don't Think Twice (1999 curt)
- Cavalca amb el diable (Ride with the Devil) (1999)
- Felicia's Journey (1999)
- 8MM (1999)
- The Confession (1999)
- Una cosa per explicar (Bounce) (2000)
- Hearts in Atlantis (2001)
- Monsoon Wedding (2001)
- The Hire: Chosen (2001)
- Green Dragon (2001)
- Antwone Fisher (2002)
- The Guys (2002)
- Ararat (2002)
- The Snow Walker (2003)
- El preu de la veritat (Shattered Glass) (2003)
- Hulk (2003) ("Mother")
- Coneixent la Julia (Being Julia) (2004)
- Vanity Fair (2004)
- Sohni Sapna (2005)
- Eve and the Fire Horse (2005)
- Tideland (2005)
- Water (2005)
- Capote (2005)
- Where the Truth Lies (2005)
- Aurora Borealis (2005)
- The Nativity Story (2006)
- Petita Miss Sunshine (2006)
- Lonely Hearts (2006)
- Surf's Up (2007)